# Uroptychus orientalis
Uroptychus orientalis is een tienpotigensoort uit de familie van de Chirostylidae. De wetenschappelijke naam van de soort is voor het eerst geldig gepubliceerd in 2008 door Baba & Lin.